# Lorenzo Cusani
Il Marchese Don Lorenzo Cusani Visconti Botta Adorno (Milano, 5 agosto 1864 – Chignolo Po, 18 luglio 1925) è stato un militare italiano, vice ammiraglio dell'armata della Regia Marina italiana, viene ricordato per le sue doti militari.
Sotto il suo comando si svolse l'impresa di Premuda contro gli austriaci. Fu anche senatore del Regno d'Italia.

## Biografia
Figlio del marchese Luigi Cusani e di sua moglie, la nobile Giacomina Bassi, Lorenzo Cusani nacque a Milano il 5 agosto 1864. Per parte di suo padre, era discendente dalla nobile famiglia milanese dei Cusani nonché discendente diretto di Antoniotto Botta Adorno, ministro plenipotenziario dei Paesi bassi austriaci e presidente del consiglio di reggenza del Granducato di Toscana dal 1757 al 1766; per parte di sua madre era imparentato coi patrioti Giuseppe Arconati Visconti e Costanza Trotti Bentivoglio nonché con le antiche famiglie austriache degli Schaffgotsch e dei Kollonitz von Kollograd.
Fin dalla gioventù, il futuro marchese manifestò uno spiccato interesse per la marina militare e quindi decise di lasciare la casa paterna a 14 anni, nel 1878, per entrare nella Regia Scuola Navale di Napoli, venendo trasferito due anni dopo alla Reale Accademia Navale di Livorno. Nel 1883 venne promosso al grado di guardiamarina nello Stato Maggiore della Regia Marina. Nel 1886 venne nominato sottotenente di vascello e nel 1889 ottenne la croce di cavaliere dell'Ordine della corona d'Italia e la promozione a tenente di vascello.
Nel 1894 prese parte alla Campagna d'Africa, nel 1900 venne nominato capitano di corvetta, nel 1904 capitano di fregata e dal 1907 ottenne il comando della nave Agorda per la campagna militare in estremo oriente, in Cina. Promosso capitano di vascello nel 1909, venne nominato comandante in seconda dell'Accademia Navale di Livorno dal 24 ottobre 1910, rimanendo in carica sino al 24 luglio 1911.
Nel 1912 passò al comando della nave Roma durante la guerra italo-turca, dove compì una straordinaria azione di cannoneggiamento contro i forti presso lo stretto dei Dardanelli, ottenendo un ruolo di rilievo anche nelle operazioni per l'occupazione di alcune isole nell'Egeo. Tornato in Italia con grandi onori, l'11 aprile 1914 venne nominato Direttore Generale dell'Arsenale di Taranto. Il 21 gennaio 1915 fu nominato contrammiraglio e divenne sottocapo di Stato Maggiore della marina militare italiana, carica che manterrà sino alla fine del primo conflitto mondiale.
Il 1º aprile 1917 venne nominato viceammiraglio. L'11 marzo 1918 venne nominato comandante in capo dell'armata navale del Basso Adriatico e nel 1919, ottenne di essere nominato da Vittorio Emanuele III al rango di senatore del regno. Sempre nel 1919, il 26 luglio, venne nominato comandante in capo dell'armata navale dell'Alto Adriatico e della piazza marittima militare di Pola, rimanendo in carica sino al 1 aprile 1920. Il 23 dicembre 1923 venne promosso vice ammiraglio d'armata. Morì a Chignolo Po, feudo di famiglia, nel 1925.

## Onorificenze

### Onorificenze straniere
- Medaglia di guerra (Stati Uniti d'America)

## Ascendenza
|                                                                |                                 |                                                               | Genitori                                               |  |  | Nonni |  |  | Bisnonni                                       |  |  | Trisnonni                                    |  |
|                                                                |                                 |                                                               |                                                        |  |  |       |  |  | Luigi Cusani Visconti, IX marchese di Chignolo |  |  | Ferdinando Cusani, VIII marchese di Chignolo |  |
|                                                                |                                 |                                                               |                                                        |  |  |       |  |  | Luigi Cusani Visconti, IX marchese di Chignolo |  |  | Ferdinando Cusani, VIII marchese di Chignolo |  |
|                                                                |                                 | Claudia Litta Visconti Arese                                  |                                                        |  |  |       |  |  | Luigi Cusani Visconti, IX marchese di Chignolo |  |  |                                              |  |
| Francesco Cusani Visconti, X marchese di Chignolo              |                                 |                                                               |                                                        |  |  |       |  |  | Luigi Cusani Visconti, IX marchese di Chignolo |  |  |                                              |  |
|                                                                |                                 | Anna Maria Lepri                                              | Girolamo Lepri, marchese                               |  |  |       |  |  |                                                |  |  |                                              |  |
|                                                                |                                 | Anna Maria Lepri                                              | Girolamo Lepri, marchese                               |  |  |       |  |  |                                                |  |  |                                              |  |
|                                                                |                                 | Anna Maria Lepri                                              | …                                                      |  |  |       |  |  |                                                |  |  |                                              |  |
| Luigi Cusani Visconti Botta Adorno, XI marchese di Chignolo    |                                 | Anna Maria Lepri                                              |                                                        |  |  |       |  |  |                                                |  |  |                                              |  |
|                                                                |                                 | Luigi Botta Adorno, XI marchese di Pallavicino                | Alessandro Botta Adorno, X marchese di Pallavicino     |  |  |       |  |  |                                                |  |  |                                              |  |
|                                                                |                                 | Luigi Botta Adorno, XI marchese di Pallavicino                | Alessandro Botta Adorno, X marchese di Pallavicino     |  |  |       |  |  |                                                |  |  |                                              |  |
|                                                                |                                 | Luigi Botta Adorno, XI marchese di Pallavicino                | Clementina Arconati Visconti                           |  |  |       |  |  |                                                |  |  |                                              |  |
| Cherubina Clementina Botta Adorno                              |                                 | Luigi Botta Adorno, XI marchese di Pallavicino                |                                                        |  |  |       |  |  |                                                |  |  |                                              |  |
|                                                                |                                 | Teresa Beccaria                                               | Giacomo Beccaria                                       |  |  |       |  |  |                                                |  |  |                                              |  |
|                                                                |                                 | Teresa Beccaria                                               | Giacomo Beccaria                                       |  |  |       |  |  |                                                |  |  |                                              |  |
|                                                                |                                 | Teresa Beccaria                                               | …                                                      |  |  |       |  |  |                                                |  |  |                                              |  |
| Lorenzo Cusani Visconti Botta Adorno, XII marchese di Chignolo |                                 | Teresa Beccaria                                               |                                                        |  |  |       |  |  |                                                |  |  |                                              |  |
|                                                                | Antonio Francesco Bassi, nobile | Paolo Bassi                                                   |                                                        |  |  |       |  |  |                                                |  |  |                                              |  |
|                                                                | Antonio Francesco Bassi, nobile | Paolo Bassi                                                   |                                                        |  |  |       |  |  |                                                |  |  |                                              |  |
|                                                                | Antonio Francesco Bassi, nobile | …                                                             |                                                        |  |  |       |  |  |                                                |  |  |                                              |  |
| Paolo Bassi, nobile                                            | Antonio Francesco Bassi, nobile |                                                               |                                                        |  |  |       |  |  |                                                |  |  |                                              |  |
|                                                                |                                 | Elisabeth Maria Charlé                                        | …                                                      |  |  |       |  |  |                                                |  |  |                                              |  |
|                                                                |                                 | Elisabeth Maria Charlé                                        | …                                                      |  |  |       |  |  |                                                |  |  |                                              |  |
|                                                                |                                 | Elisabeth Maria Charlé                                        | …                                                      |  |  |       |  |  |                                                |  |  |                                              |  |
| Giacomina Bassi                                                |                                 | Elisabeth Maria Charlé                                        |                                                        |  |  |       |  |  |                                                |  |  |                                              |  |
|                                                                |                                 | Lorenzo Galeazzo Trotti Bentivoglio, IV marchese di Fresonara | Lodovico Trotti Bentivoglio, III marchese di Fresonara |  |  |       |  |  |                                                |  |  |                                              |  |
|                                                                |                                 | Lorenzo Galeazzo Trotti Bentivoglio, IV marchese di Fresonara | Lodovico Trotti Bentivoglio, III marchese di Fresonara |  |  |       |  |  |                                                |  |  |                                              |  |
|                                                                |                                 | Lorenzo Galeazzo Trotti Bentivoglio, IV marchese di Fresonara | Maria Costanza Castelbarco Visconti                    |  |  |       |  |  |                                                |  |  |                                              |  |
| Marietta Trotti Bentivoglio                                    |                                 | Lorenzo Galeazzo Trotti Bentivoglio, IV marchese di Fresonara |                                                        |  |  |       |  |  |                                                |  |  |                                              |  |
|                                                                |                                 | Maria Antonia Hedwig Antonietta Schaffgotsch                  | Anton Gotthard Schaffgotsch                            |  |  |       |  |  |                                                |  |  |                                              |  |
|                                                                |                                 | Maria Antonia Hedwig Antonietta Schaffgotsch                  | Anton Gotthard Schaffgotsch                            |  |  |       |  |  |                                                |  |  |                                              |  |
|                                                                |                                 | Maria Antonia Hedwig Antonietta Schaffgotsch                  | Maria Anna von Kollonitz-Kollograd                     |  |  |       |  |  |                                                |  |  |                                              |  |
|                                                                |                                 | Maria Antonia Hedwig Antonietta Schaffgotsch                  |                                                        |  |  |       |  |  |                                                |  |  |                                              |  |